# Aeroporto Internacional de Hobart
O Aeroporto Internacional de Hobart (IATA: HBA, ICAO: YMHB) é um aeroporto público que Hobart, Tasmânia, na Austrália. O aeroporto está localizado próximo ao subúrbio semi-rural de Cambridge, distante cerca de 20 quilômetros da cidade.
Atualmente o aeroporto atende a 1,6 milhão de passageiros por ano.

## Linhas aéreas e destinos
- Qantas (Sydney, Melbourne)
  - Jetstar Airways (Sydney, Melbourne, Brisbane)
- Virgin Blue (Sydney, Melbourne, Brisbane, Adelaide)

A Singapore Airlines também possui voos charter sazonais.

### Linhas aéreas cargueiras
- World Link International
- Australian Air Express
- Virgin Blue
- TasAir